# Décennie 1470 en arts plastiques
Chronologie des arts plastiques
Années 1460 - Années 1470 - Années 1480
Cet article concerne les années 1470 en arts plastiques.

## Événements
- 1469-1470 : Le Pérugin devient l’élève d’Andrea del Verrocchio à Florence ; l'atelier de la Via dell'Agnolo accueille Léonard de Vinci, Domenico Ghirlandaio, Lorenzo di Credi, Filippino Lippi et autres[1].
- 25 mars 1470 : après la réalisation des fresques du Cycle des mois du Palais Schifanoia à Ferrare, Francesco del Cossa écrit au duc Borso d'Este pour obtenir une meilleure rémunération ; sa demande est repoussée et le peintre décide de retourner définitivement à Bologne[2].
- 18 juin 1470 : Sandro Botticelli reçoit sa première commande publique, La Force, parmi les sept vertus chrétiennes, commandées pour le siège du tribunal de commerce de Florence (Mercanzia)[3].
- 1471 :
  - le pape Sixte IV crée les musées du Capitole[4].
  - Gentile et Giovanni Bellini fondent un atelier à Venise[5].
- Octobre 1472 : Léonard de Vinci est admis au sein de la confrérie des peintres de Florence[6].
- 27 avril 1473 : le corsaire hanséatique Paul Beneke, capitaine du Peter von Danzig, arraisonne en mer Baltique le galion San Matteo en partance pour l'Italie ; parmi les biens saisis se trouve le triptyque de Hans Memling, Le Jugement dernier.

- 1474 : le sénat de Venise décide de la restauration du palais ducal, décoré entre autres par Carpaccio et Bellini (fin en 1493)[7].
- Vers 1474 : Piero della Francesca rédige De prospectiva pingendi, traité de perspective[8].
- 1475 : Antonello da Messina rencontre Giovanni Bellini à Venise[9].
- 1478 : Léonard de Vinci devient un artiste indépendant. Sa première commande, un retable pour la chapelle du Palazzo Vecchio, n’est jamais exécutée[10].
- 3 septembre 1479 : le peintre Gentile Bellini est envoyé par l’État vénitien à Constantinople à la demande du sultan Mehmet II, qui souhaite un portraitiste de talent[11].

## Réalisations
- 1469-1470 : La Madone Dreyfus ou La Vierge à la grenade, peinte à l'atelier de Verrocchio, par Léonard de Vinci[12] ou Lorenzo di Credi[13].
- 18 juin-18 août 1470 : La Force, première commande publique de Sandro Botticelli, parmi les sept vertus chrétiennes, dont six ont été attribuées à l'atelier de Piero Pollaiuolo [3].
- 1470 : Polyptyque de Porto San Giorgio, de Carlo Crivelli[14].

- 1470-1474 : Retable Roverella, réalisé à Ferrare par Cosmè Tura[15].
- 1470-1475 : La Mort de la Vierge[16] et la Tentation de saint Antoine[17], gravures de Martin Schongauer.
- Vers 1470 : 
  - Saint Georges et le Dragon, œuvre de Paolo Uccello[18].
  - La Chasse de nuit, peinture de Paolo Uccello[19].
  - Portrait d'homme, d'Andrea Mantegna[20].
  - Portrait d'une jeune fille, peinture de Petrus Christus[21].
  - Portrait de dame, de Piero ou Antonio Pollaiuolo[22].
  - Scènes de la Passion du Christ et Portraits de Tommaso Portinari et de Maria Magdalena Baroncelli, peintures de Hans Memling[23].
  - Retable de Monforte, de Hugo van der Goes[24].
- Vers 1470-1472 : Triptyque de l'Adoration des mages de Hans Memling[25].
- Vers 1470-1475 :
  - les Antiquités judaïques de Flavius Josèphe, enluminures du Maître du Boccace de Munich[26].
  - Tobie et l'Ange, tableau d'Andrea del Verrocchio et de son atelier[27].
- Vers 1470-1485 : la Madonna di Senigallia, œuvre de Piero Della Francesca[28].
- Vers 1470-1489 : Heures de Louis de Laval, première partie des miniatures par le Maître du Missel de Yale et Jean Colombe[29].

- 1471-1473 : Polyptyque de Montefiore dell'Aso, de Carlo Crivelli, aujourd’hui démembré ; Madone, Triptyque, Pietà[30].
- 1471-1474 :  Retable de Pesaro, de Giovanni Bellini[31].
- 1471-1475 : diptyque de La Justice de l'empereur Otton, de Dierick Bouts (Le Supplice du comte innocent et L’Épreuve du feu)[32].

- 1472 : Polyptyque de 1472 ou de San Domenico in Fermo, de Carlo Crivelli, aujourd’hui dispersé[33].

- 1472-1474 : Piero Della Francesca peint la Pala Montefeltra ou La Conversation sacrée[28]
- Vers 1472 : Le Triomphe de la chasteté ou Double Portrait des ducs d'Urbino de Piero Della Francesca[34].
- Après 1472 : Madone Lenti, Vierge à l'Enfant, peinture sur panneau de bois de Carlo Crivelli[35].
- 1472-1475 :
  - Le Baptême du Christ, tableau commencé par Andrea del Verrocchio et achevé par Léonard de Vinci[36].
  - Léonard de Vinci peint L'Annonciation dans l'atelier de Verrocchio[10].
- 19 juillet 1473 : le Polyptyque Griffoni, de Francesco del Cossa et d'Ercole de' Roberti, est achevé[37].
- 5 août 1473 : Paysage de la vallée de l'Arno, le plus ancien dessin daté de Léonard de Vinci[6].
- 1473 : 
  - Polyptyque de Sant'Emidio, de Carlo Crivelli[38].
  - La Vierge au buisson de roses, grand retable réalisé pour l’église Saint-Martin à Colmar de Martin Schongauer[39].
- 12 février 1473-25 octobre 1474 : Juste de Gand réalise le retable de La Communion des apôtres ou L'Institution de l'Eucharistie, pour l'oratoire de l'église du Corpus Domini d'Urbino[40].
- 1473-1474 : Saint Sébastien, peinture de Sandro Botticelli[41].
- 1473-1475 : David, bronze de Verrocchio[42].
- 1474 : statue de Sainte Catherine de Sienne, bois sculpté polychrome de Neroccio di Bartolomeo de' Landi[43].
- 1474-1476 : Portrait de Ginevra de' Benci, de Léonard de Vinci[10].
- 1474-1479 : Madonna di Piazza, peinture de Verrocchio, pour la cathédrale de Pistoia[6].
- 1475 :
  - monument funéraire et transi en albâtre d'Alice de la Pole, duchesse de Suffolk[44].
  - Le Martyre de saint Sébastien, peinture de Piero Pollaiuolo[45].
- Vers 1475 :
  - Le Pérugin peint à Pérouse L'Adoration des mages[46].
  - Portrait de jeune femme, de Sandro Botticelli[47].
  - L’Encensoir, gravure de Martin Schongauer[48].
- 1475-1476 :
  - Retable de San Cassiano  d'Antonello da Messina[49].
  - Saint Sébastien, peint à Venise par Antonello da Messina[50].
- Vers 1475-1480 : Martin Schongauer réalise un ensemble de douze gravures sur le thème de la Passion du Christ[51] dont Le Grand Portement de croix, avant 1479[52].
- Vers 1475-1485 :  « Série S » des Tarots de Mantegna, estampes en forme de cartes à jouer d'un artiste italien inconnu[53].
- 1476 : l’Enfant au dauphin  sculpture en bronze de Verrocchio, exécuté pour une fontaine de la cour du Palazzo Vecchio à Florence[54].
- 1476-1478 : retable Portinari (l’Adoration des bergers) de Hugo Van der Goes commandé par Tommaso Portinari, agent des Médicis à Bruges[55].
- 1476-1480 : Portrait de Simonetta Vespucci, de Botticelli[56].
- 1477 : Melozzo da Forlì peint la fresque Sixte IV nommant l'humaniste Platina conservateur de la Bibliothèque du Vatican[57].
- Novembre 1477-mai 1478 : Scènes de la vie de Santa Fina, fresques de Domenico Ghirlandaio à la collégiale de San Gimignano[58].

- Après avril 1478 : Julien de Médicis, portrait de Sandro Botticelli[59].
- Octobre 1478 : Léonard de Vinci commence la Madonna Benois et sans doute la La Madone à l'œillet[6].
- 1478 : Retable de la Trinité peint par Hugo Van der Goes pour la chapelle de la Trinité d'Édimbourg[60].
- 1478-1479 : la Transfiguration, de Giovanni Bellini[61].
- 1478-1481 : le peintre allemand Hermen Rode réalise à Lübeck un retable sur la vie de Saint Nicolas pour l'Église Saint-Nicolas de Tallinn, en Estonie[62].
- 1478-1482 : Le Printemps, peinture de Sandro Botticelli[63].
- Vers 1478 : triptyque Donne ou Vierge à l’enfant avec saints et donateurs de Hans Memling[64].
- 1479 : Le Mariage mystique de sainte Catherine, triptyque de Hans Memling[65].
- 1479-1481 : Retable de Santa Maria in Porto, d'Ercole de’ Roberti[66].

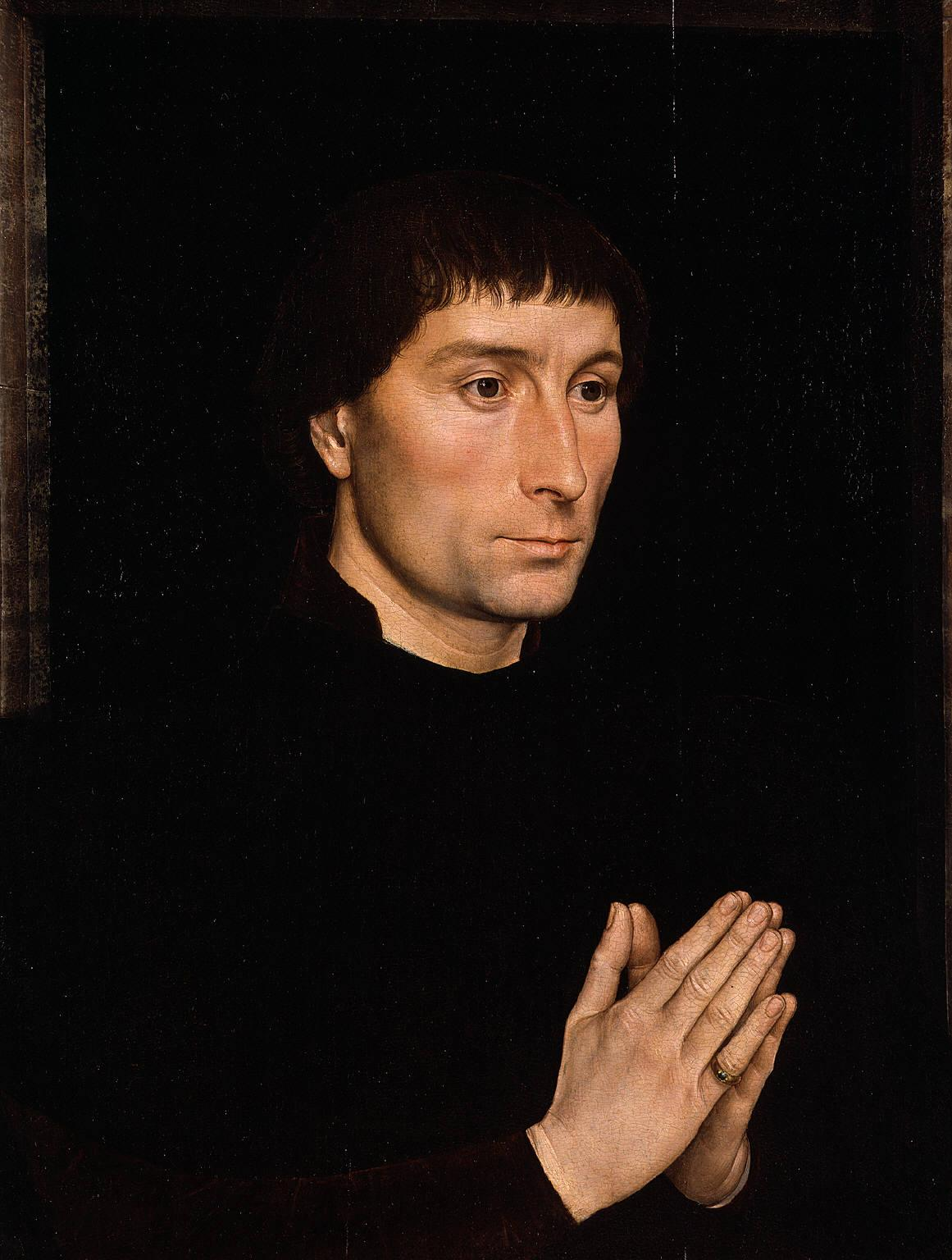
Tommaso Portinari, Hans Memling.
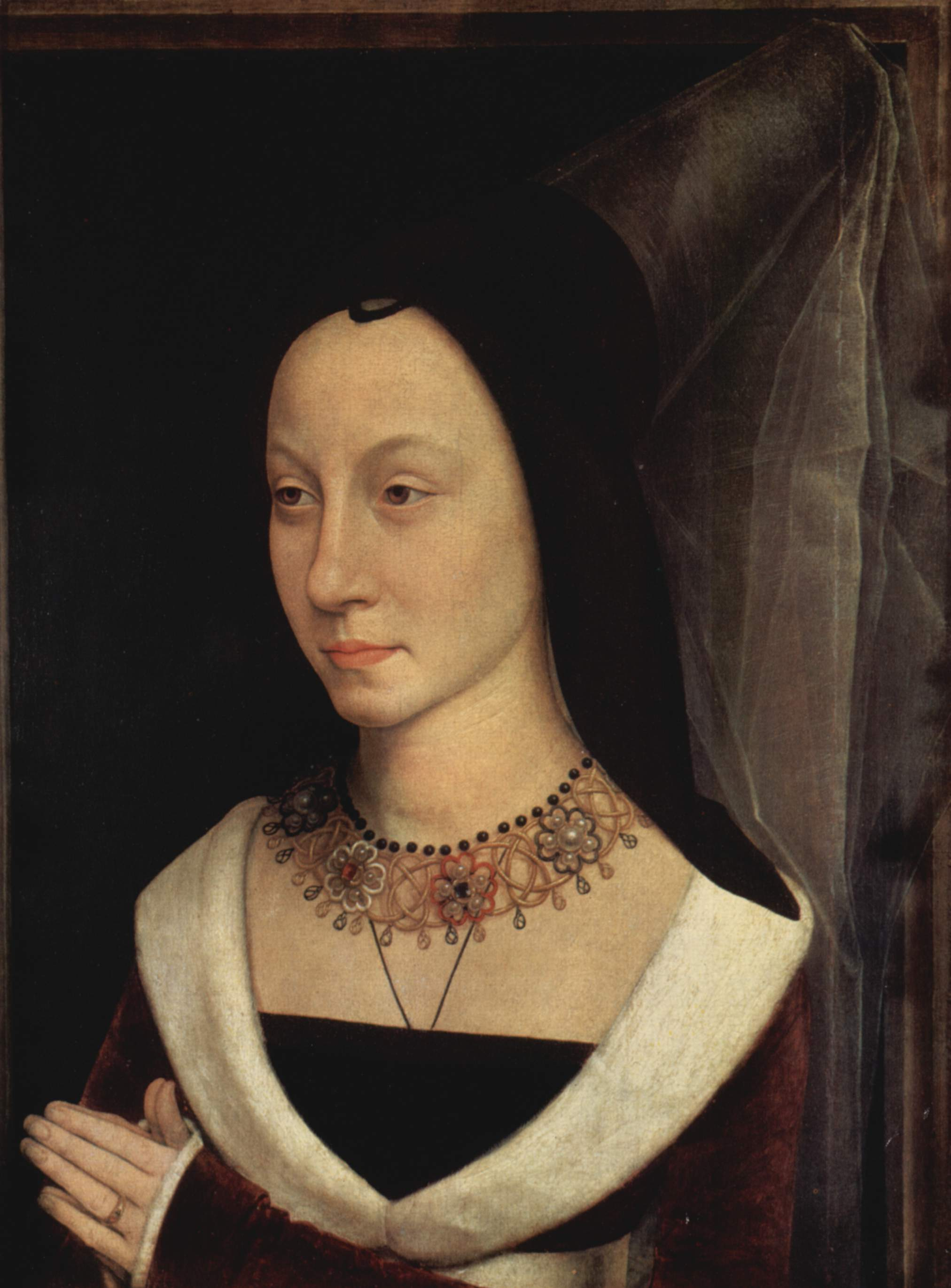
Maria Magdalena Baroncelli, Hans Memling.
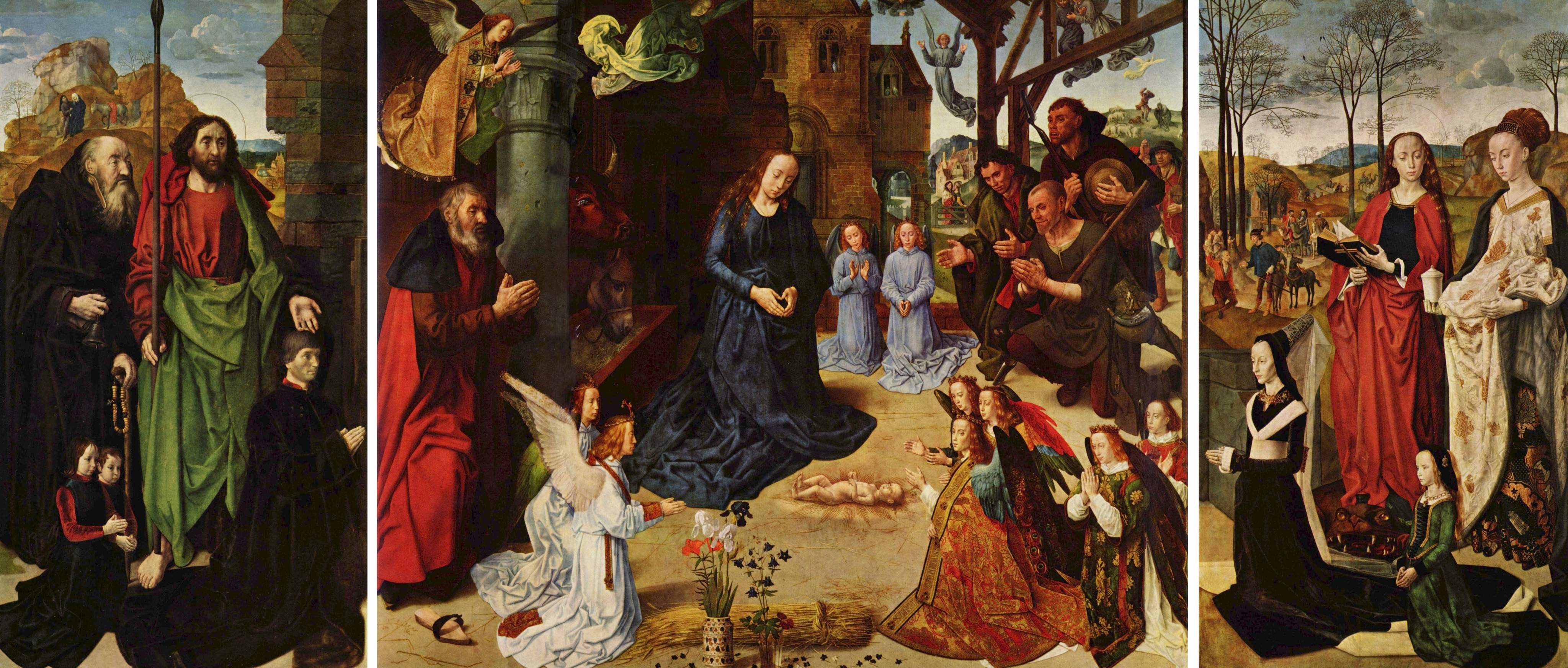
Retable Portinari, Hugo Van der Goes
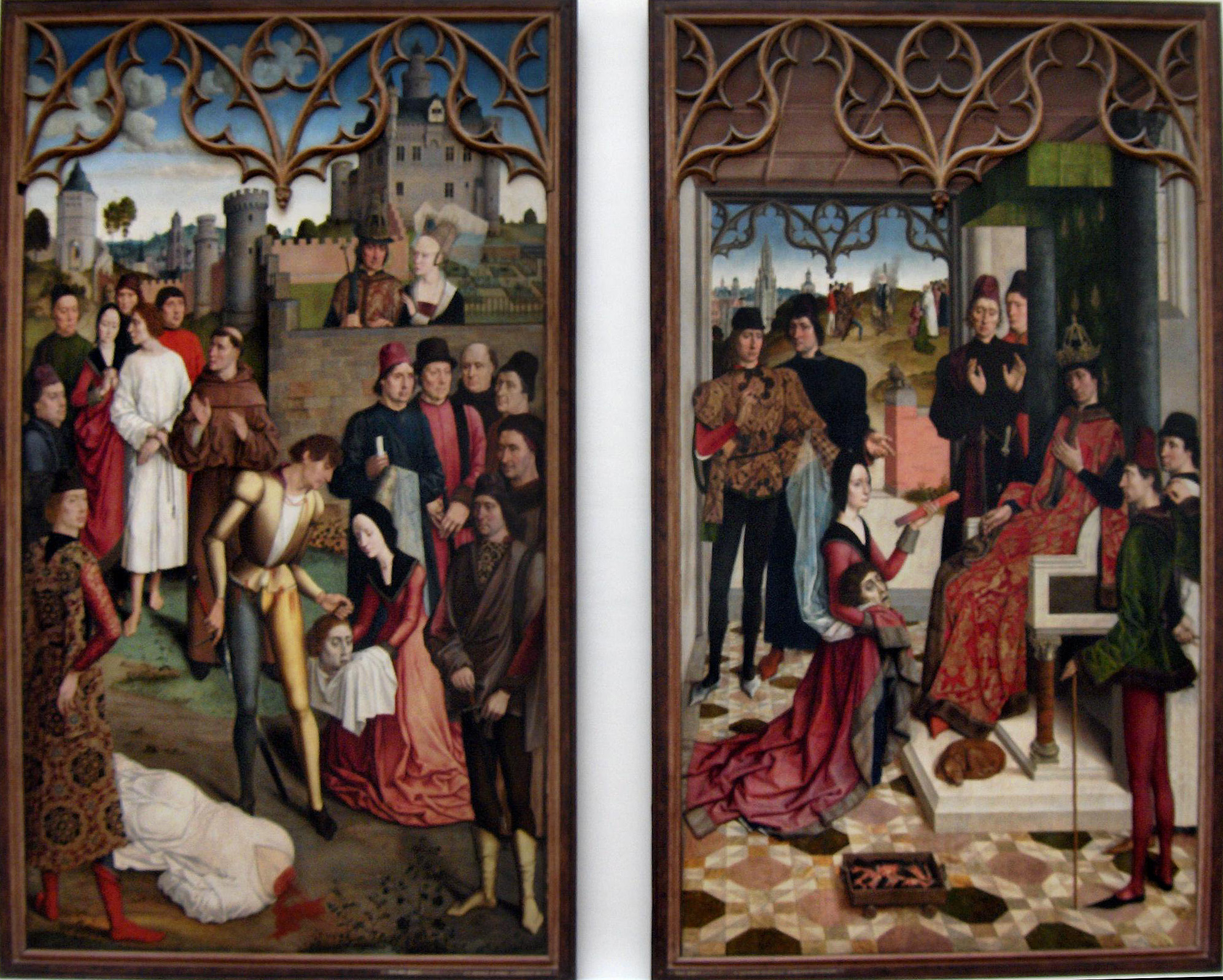
L’Épreuve du feu, de Dierick Bouts
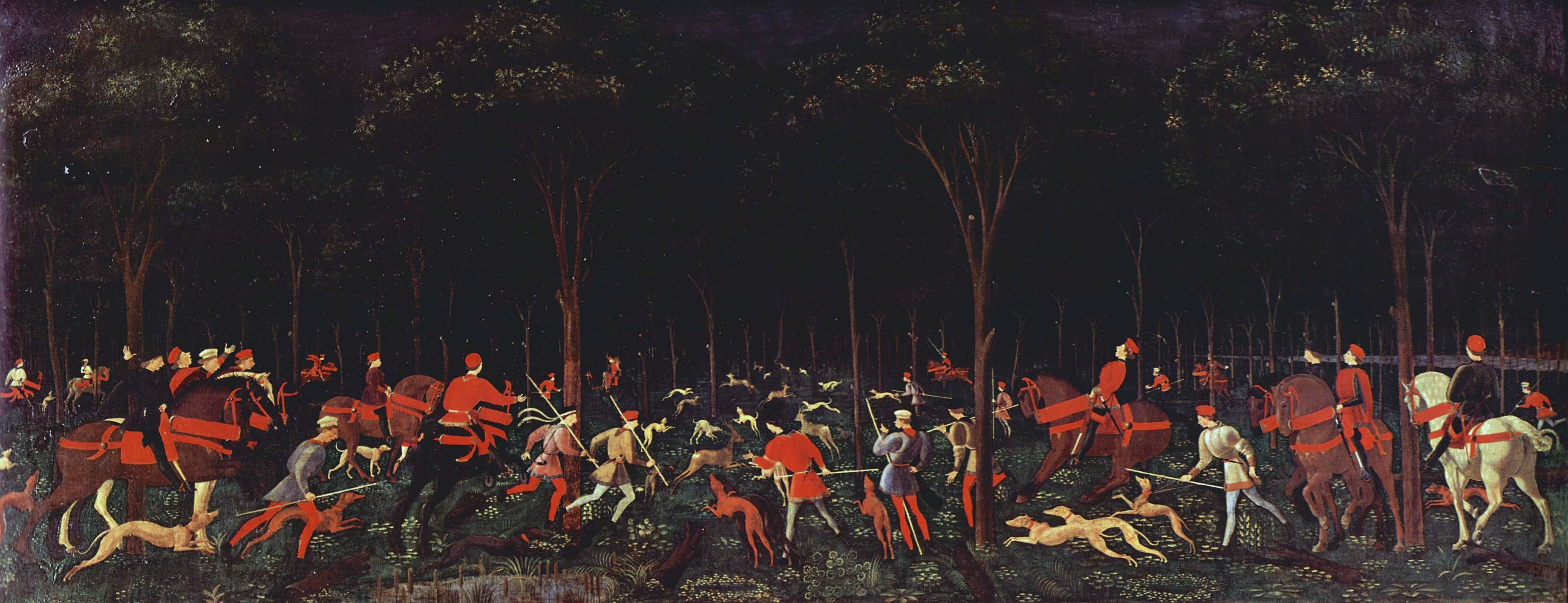
Chasse nocturne, de Paolo Uccello, Oxford Ashmolean Museum.
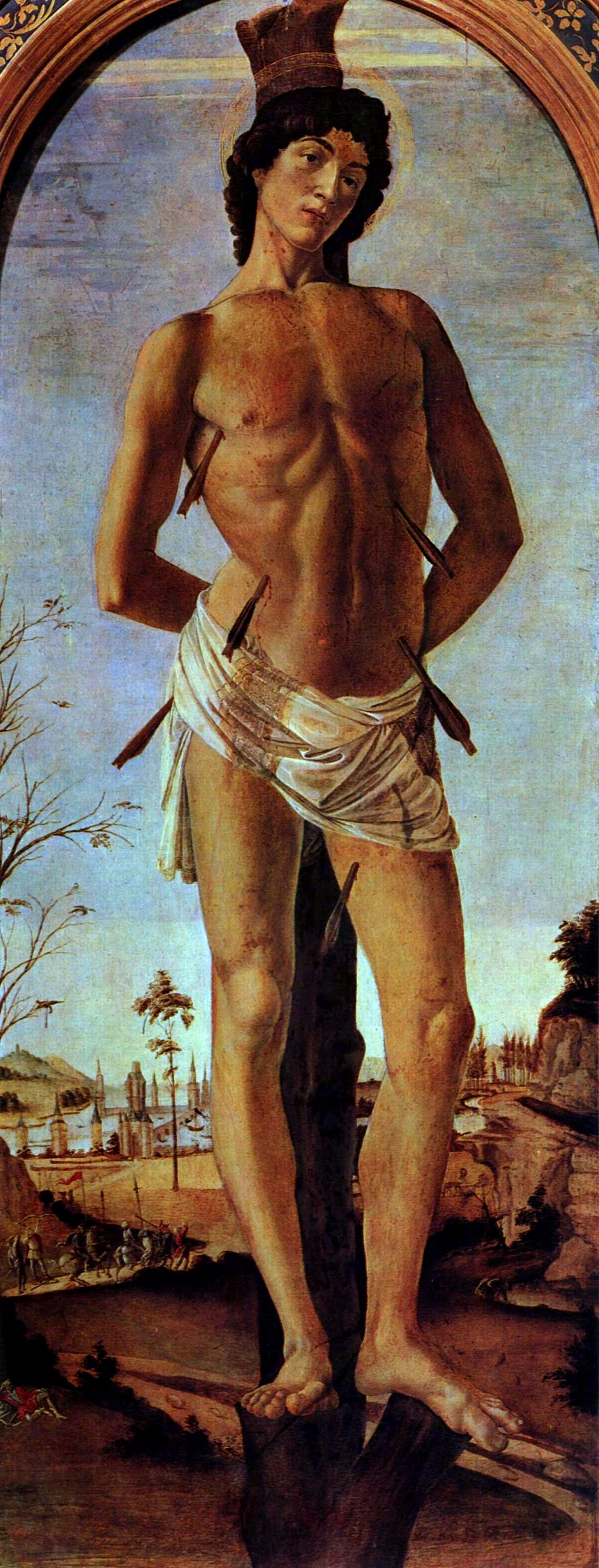
Saint Sébastien, Sandro Botticelli.
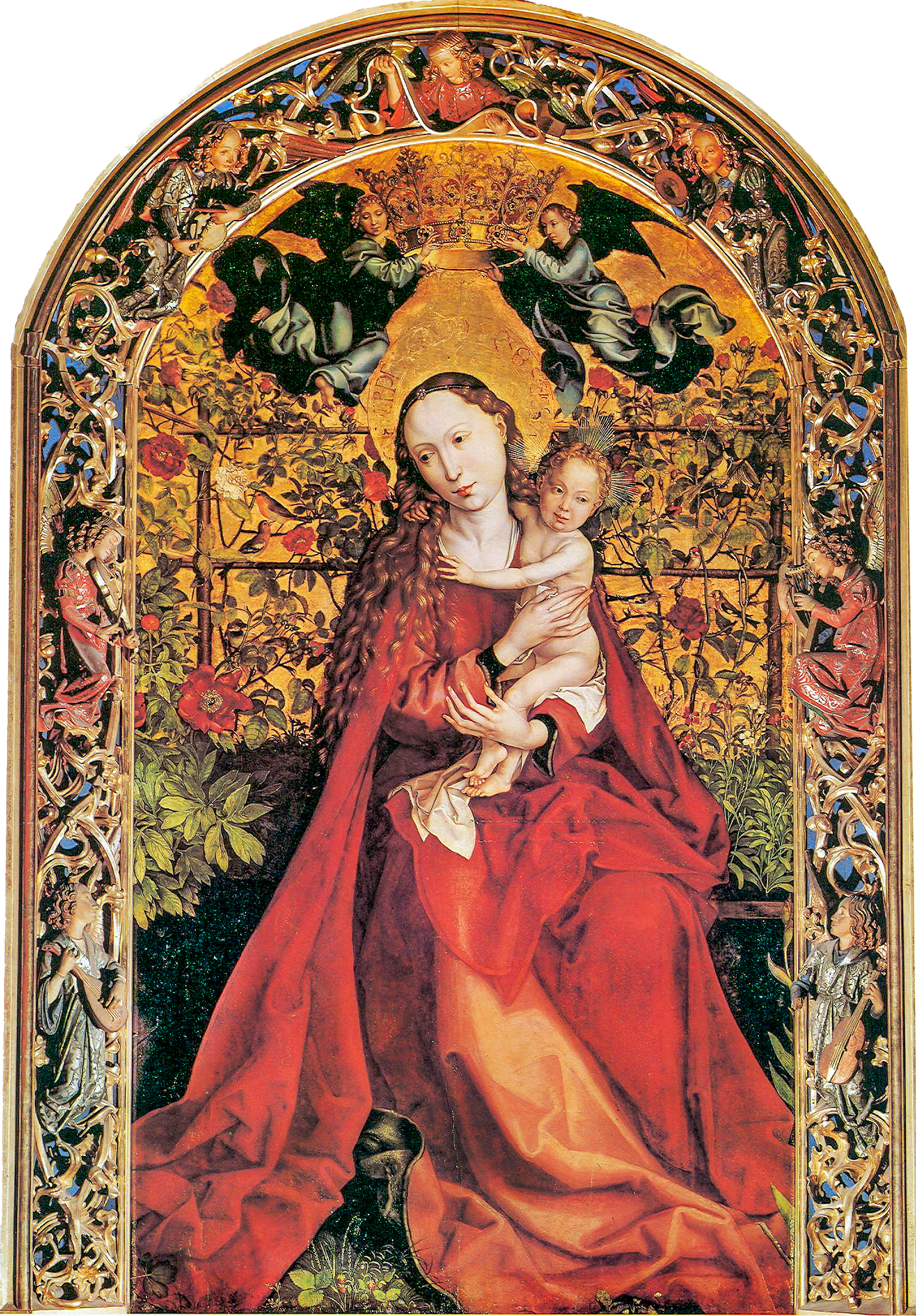
Vierge au buisson de roses, Martin Schongauer
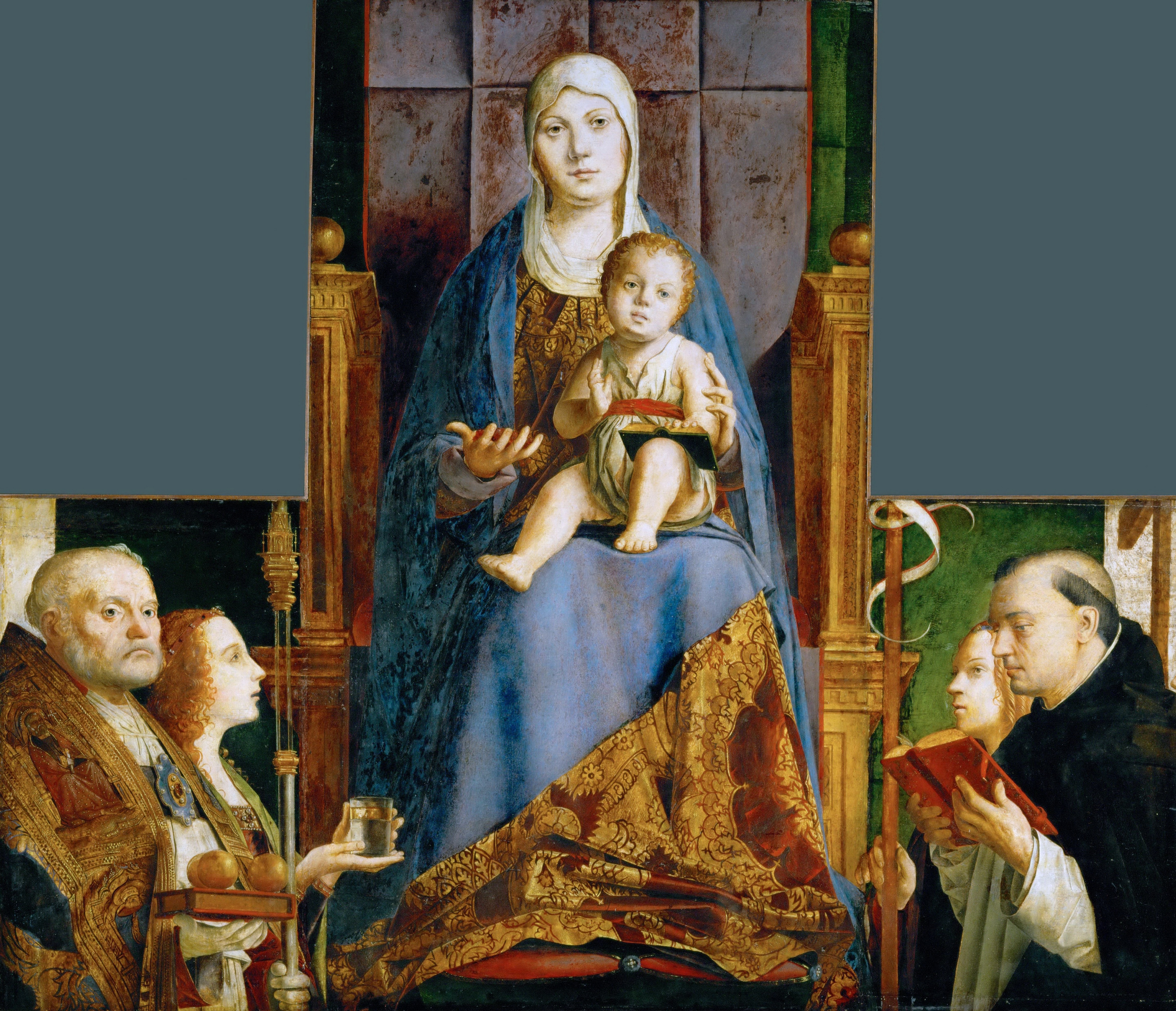
Retable de San Cassiano, Antonello da Messina.
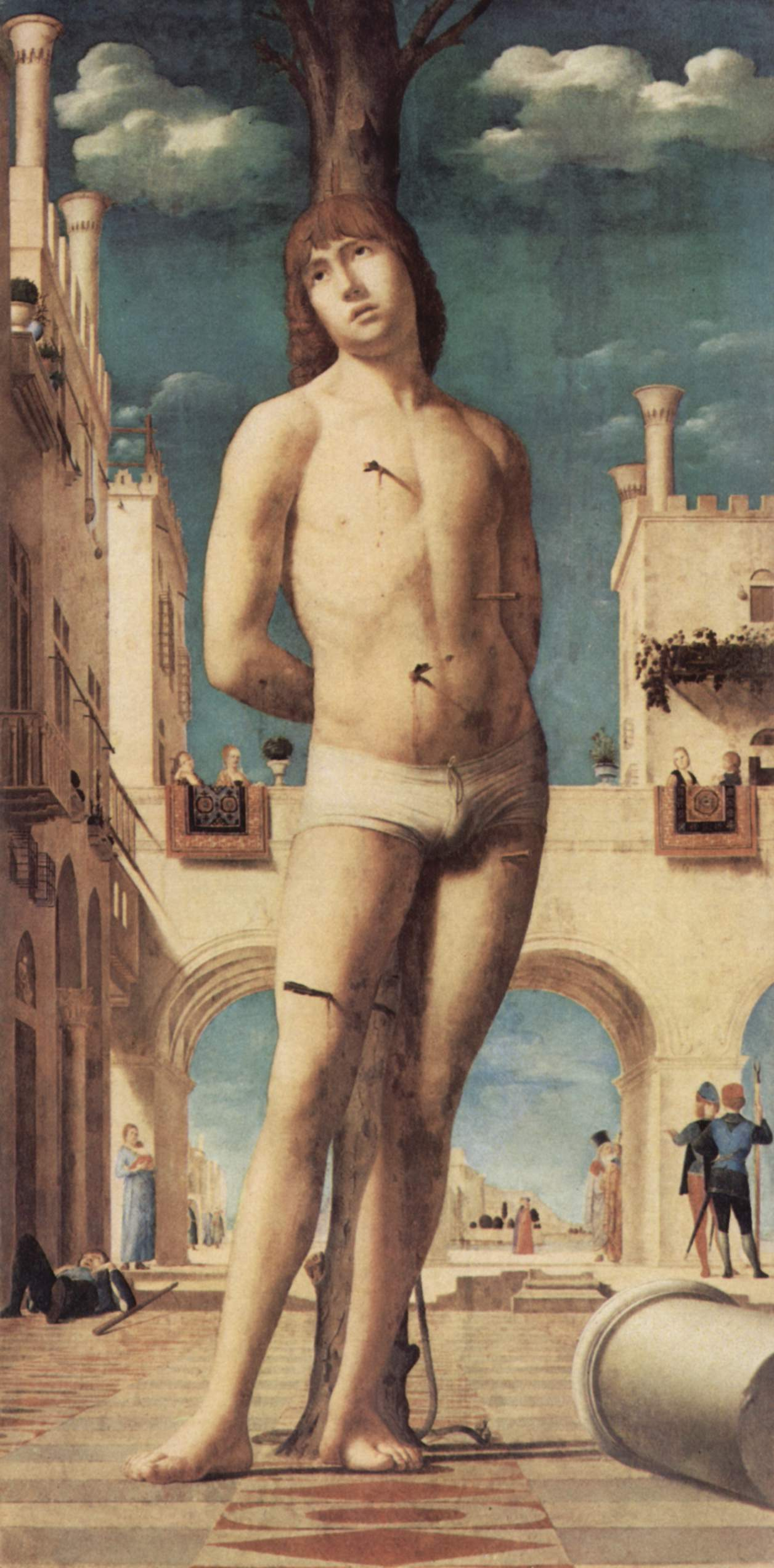
Saint-Sébastien, Antonello da Messina.
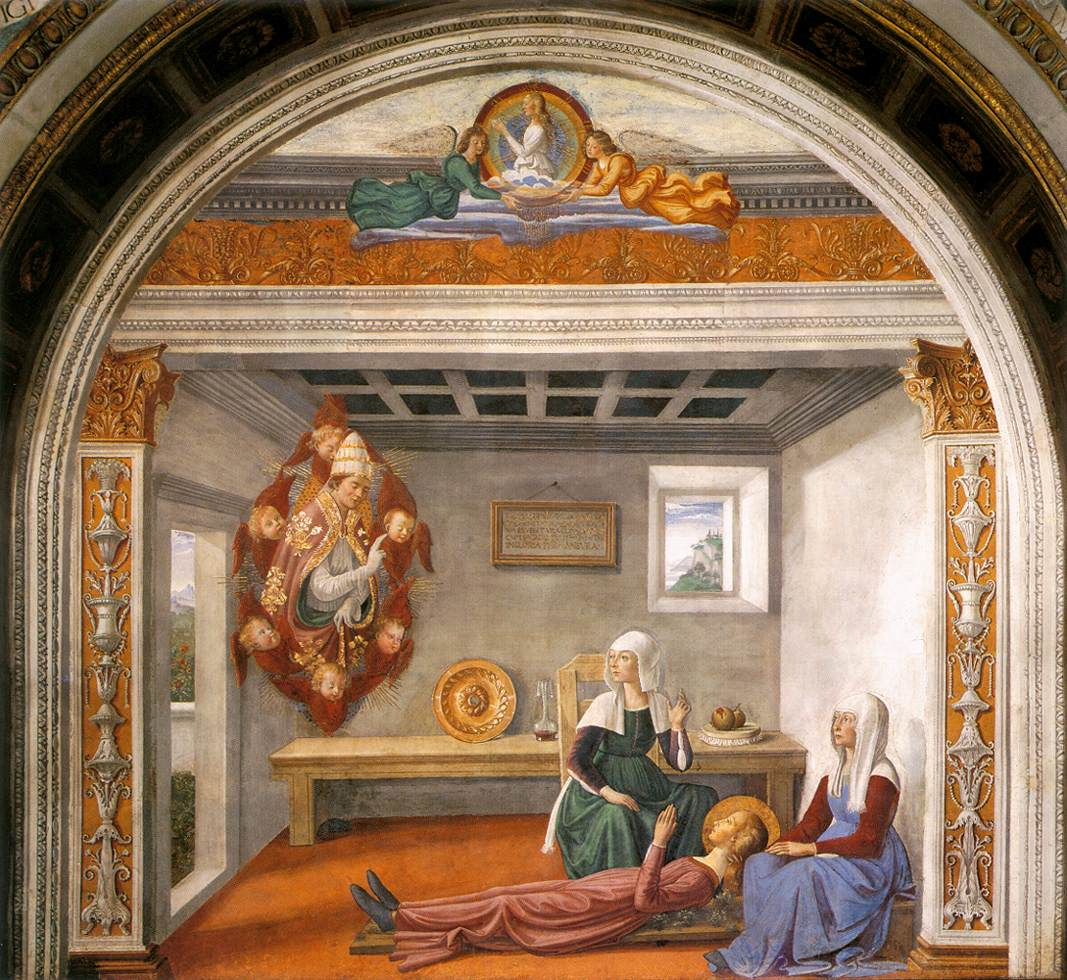
L'annonce de la mort de Santa Fina, Ghirlandaio.
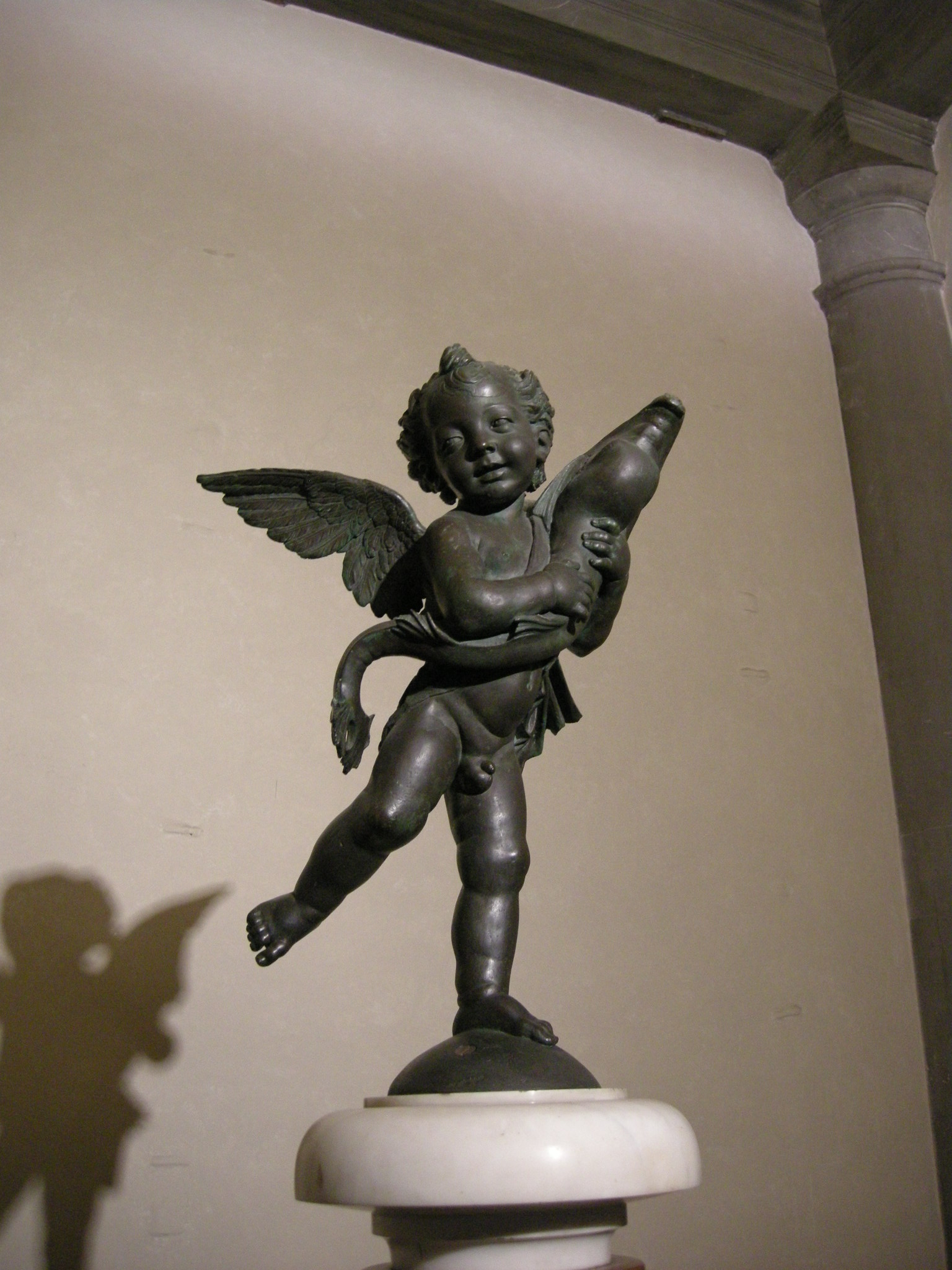
L’Enfant au dauphin, Verrocchio.
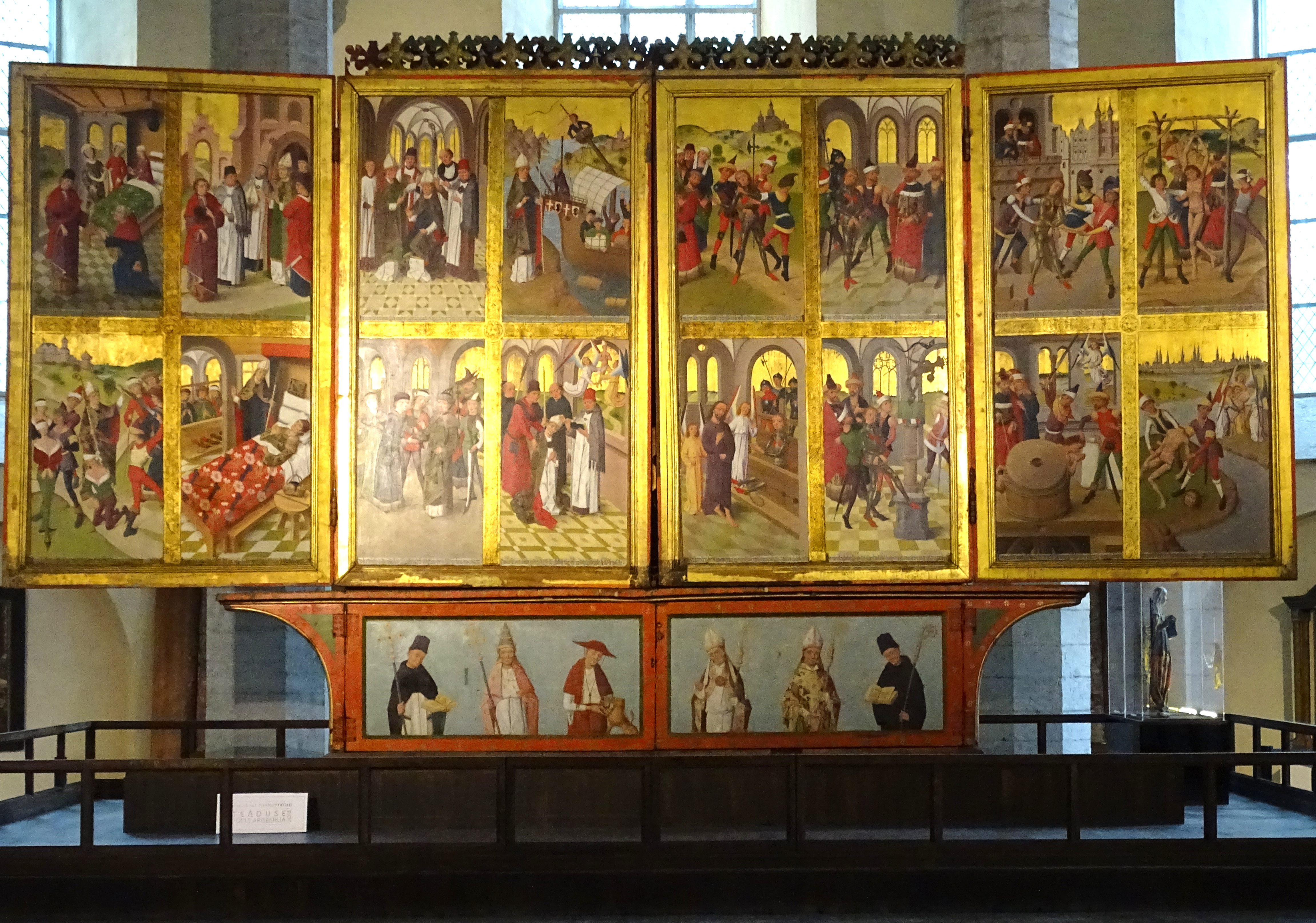
Retable de l'Église Saint-Nicolas de Tallinn.

## Naissances
- 1470 : Rueland Frueauf le Jeune, peintre autrichien († 1545).
- vers 1470 :
  - Daniel Hopfer, graveur allemand, probablement l'inventeur de l'eau-forte en gravure († 1536).
  - Girolamo Mocetto, peintre, graveur et maître verrier italien († après 1531).
- 1471 : Albrecht Dürer, peintre et graveur allemand.
- 4 octobre 1472 : Lucas Cranach l'Ancien, peintre et graveur allemand († 16 octobre 1553).
- 1475 : Michel-Ange, peintre, sculpteur et poète italien.
- Vers 1475-1480 : Matthias Grünewald, peintre allemand.
- 1477 : Giorgione, peintre italien.
- 1479 : Antonello de Messine, peintre italien.

## Décès
- 1475 : Paolo Uccello, peintre italien.
- Entre 1478 et 1481 : Jean Fouquet, peintre français.